# Sydney Outer
Sydney Outer – (pl. Sydney Zewnętrzny), region w Australii, w stanie Nowa Południowa Walia.. Zewnętrzna część aglomeracji Sydney, posiadający funkcje egzogeniczne. Podzielony administracyjnie na Rady (en. Councils), odpowiednik polskich gmin.

## Rady Sydney Outer
- Auburn
- Bankstown
- Blacktown
- Camden
- Campbelltown
- Fairfield
- Hills
- Holroyd
- Hornsby
- Ku-ring-gai
- Liverpool
- Parramatta
- Penrith
- Pittwater
- Ryde
- Sutherland
- Warringah

## Galeria

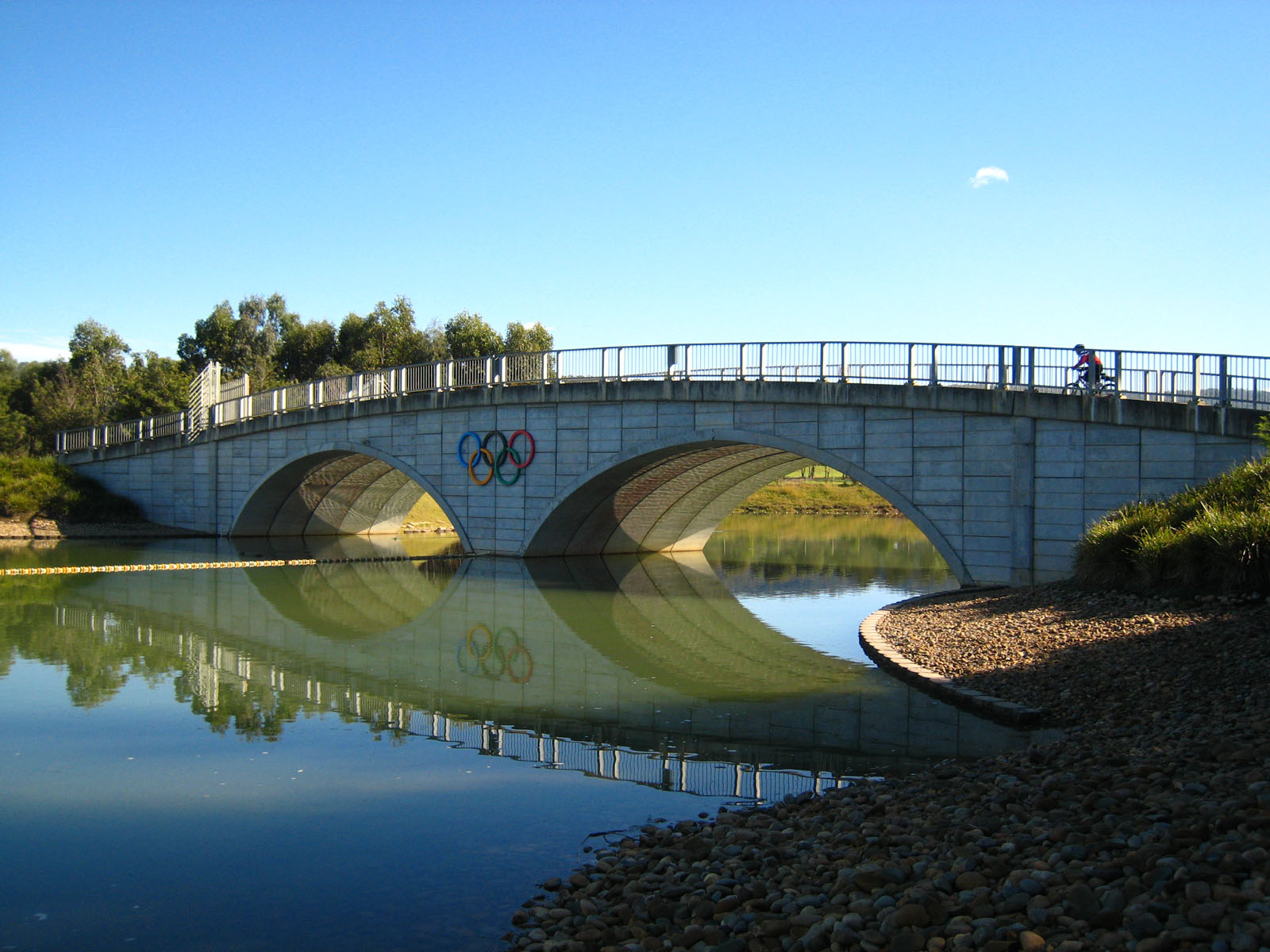
Most w Penrith
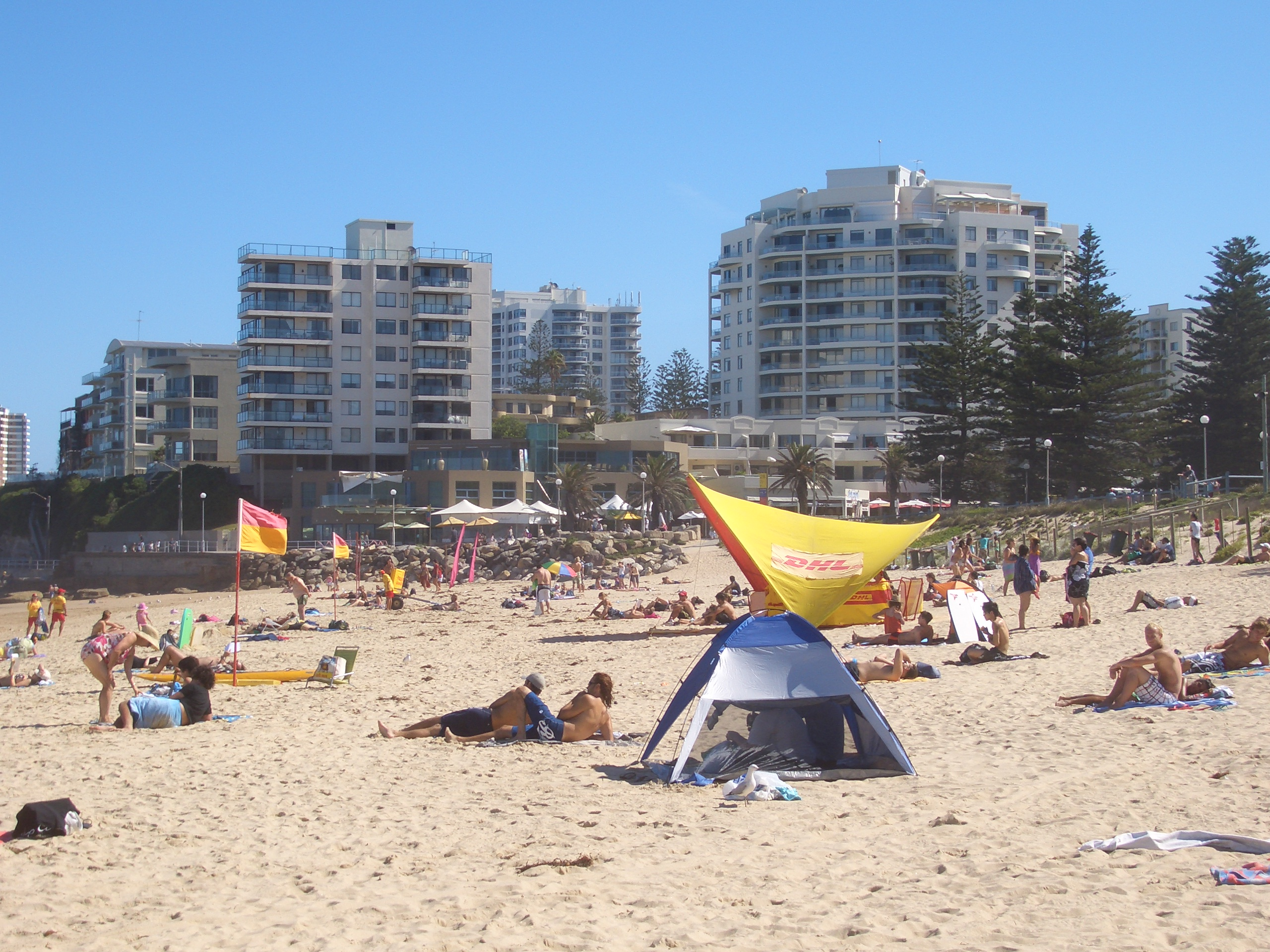
Plaża North Cronulla w Sutherland
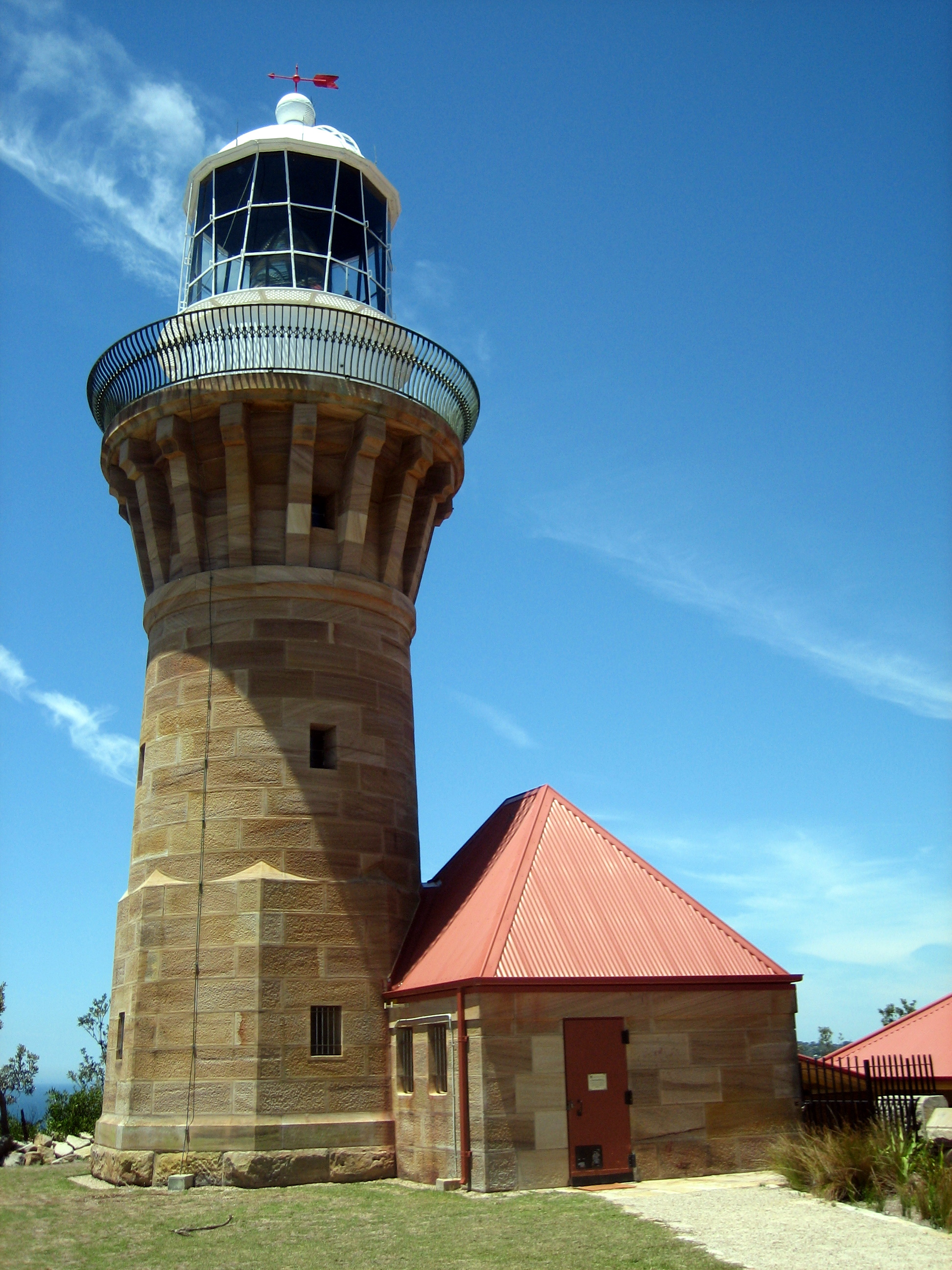
Latarnia morska w Pittwater
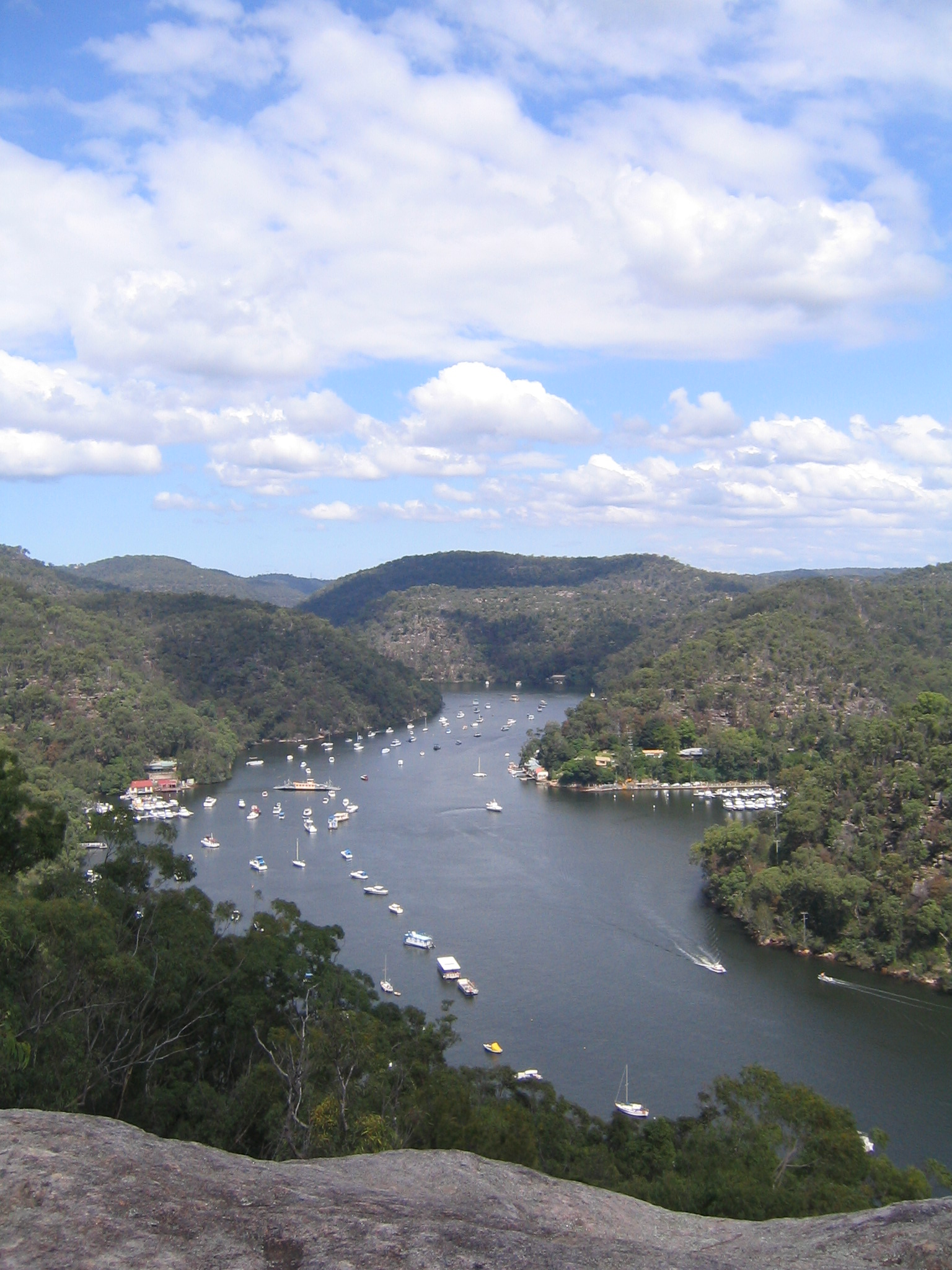
Berowra Waters w Hornsby
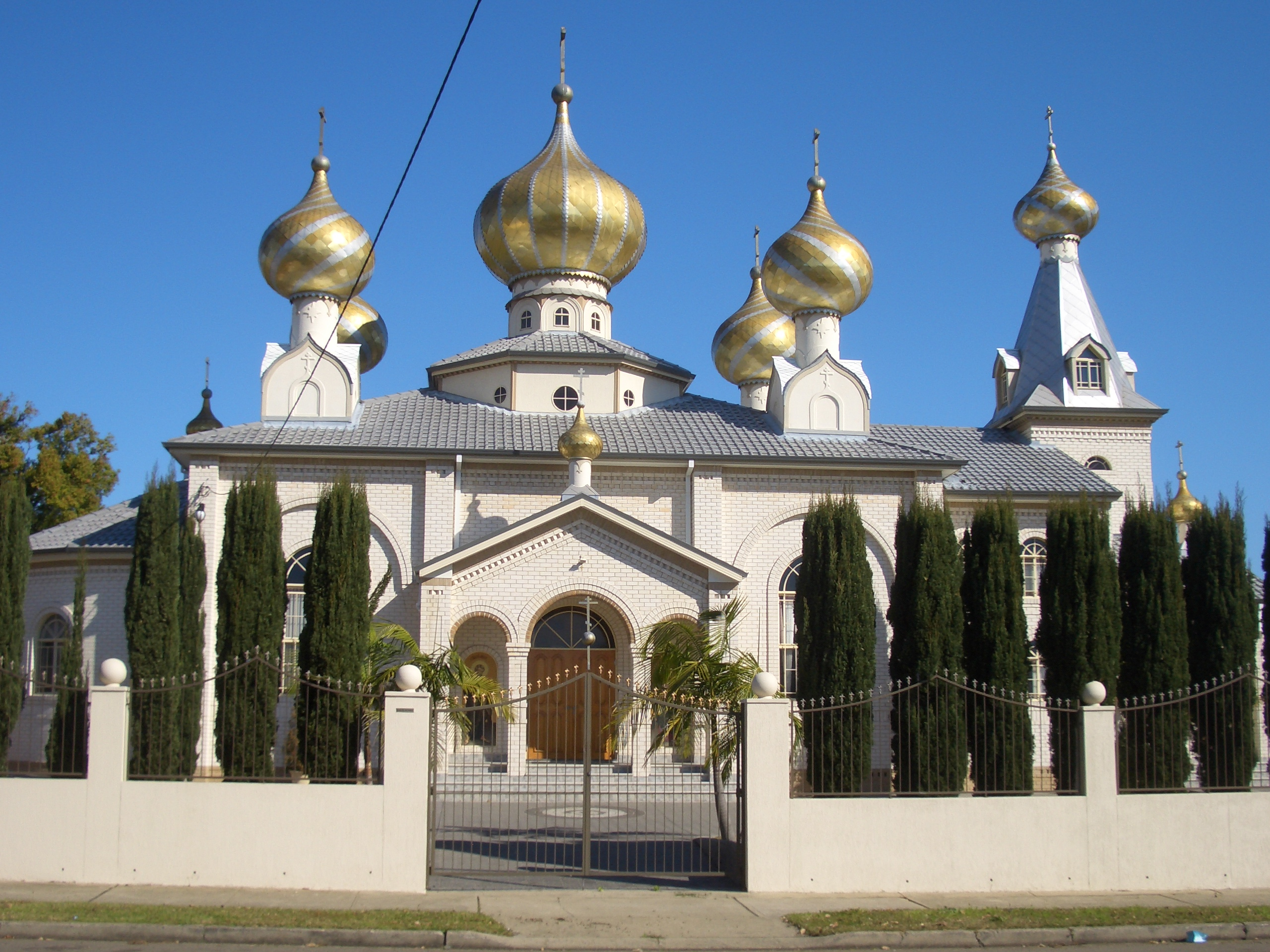
Świątynia Rosyjskiej Cerkwi Prawosławnej w Auburn